# Комарівська сільська рада (Бродівський район)
Комарівська сільська рада — орган місцевого самоврядування у Бродівському районі Львівської області. Адміністративний центр — село Комарівка.

## Загальні відомості
Комарівська сільська рада утворена в 1939 році.

## Населені пункти
Сільській раді підпорядковані населені пункти:
- с. Комарівка
- с. Антося
- с. Кіз'я
- с. Корсів
- с. Митниця

## Склад ради
Рада складається з 16 депутатів та голови.

### Керівний склад ради
| ПІБ                         | Основні відомості                                                 | Дата обрання | Дата звільнення |
| --------------------------- | ----------------------------------------------------------------- | ------------ | --------------- |
| Демчишак Михайло Михайлович | Сільський голова, 1960 року народження, освіта вища               | 26.03.2006   | 31.10.2010      |
| Демчишак Михайло Михайлович | Сільський голова, 1960 року народження, освіта вища, безпартійний | 31.10.2010   |                 |

Примітка: таблиця складена за даними джерела